# Регеда Михайло Степанович
Миха́йло Степа́нович Регеда (нар. 2 серпня 1960 р.) — відомий український учений-медик (патофізіолог), педагог, організатор медичної освіти, ректор Львівського медичного інституту, нині ВПНЗ "Львівський медичний університет" завідувач кафедри патологічної фізіології Львівського національного медичного університету імені Данила Галицького, віце-президент Українського наукового товариства патофізіологів, доктор медичних наук, професор, Академік Академії наук Вищої школи України, Академік Української Академії наук, заслужений працівник освіти України, голова експертної ради з медико-біологічних та фармацевтичних наук ДАК МОН України (2016-2017 рр.), лауреат премії імені М.Д. Стражеска НАН України, лауреат премії імені Ф.Г. Яновського НАН України, лауреат нагороди Святого Володимира в галузі науки і техніки АНВШ України, лауреат нагороди Ярослава Мудрого в галузі науки і техніки АНВШ України, лауреат премії Української АН, відмінник освіти України, почесний професор Одеського міжнародного медичного університету, почесний професор ТДМУ  ім. І.Я. Горбачевського, почесний професор Українського НДІ медицини транспорту МОЗУ, почесний доктор з екології Інституту агроекології і природокористування НААН України, почесний професор Івано-Франківського національного медичного університету, почесний професор Міжнародної академії екології та медицини, почесний професор Буковинського державного медичного університету.

## Біографія
Народився в с. Розсохи Перемишлянського району Львівської обл.
У 1986 р. закінчив лікувальний факультет Львівського державного медичного інституту.
У 1986—1993 рр. — лікар-терапевт Золочівської ЦРЛ, Куровичівської дільничної лікарні, Перемишлянської ЦРЛ.
У 1990 р. захистив кандидатську дисертацію на тему: «Терапія модельного процесу бронхіальної астми антиоксидантами — янтарнокислим калієм, церулоплазміном, альфа-токоферолом ацетатом».
У 1993–1997 рр. — завідувач кафедри внутрішніх хвороб Дрогобицького медичного інституту ім. Юрія Котермака;
з 1994 р. по 1997 р. — проректор з навчальної роботи цього інституту.
В 1996 р. захистив докторську дисертацію «Механізми пошкодження та захисту при екзогенному алергічному альвеоліті» і став на той період одним із наймолодших докторів медичних наук України.
З 1997 р. — декан лікувального відділення, а з 2002 р. — заступник директора з наукової роботи медичного коледжу «Монада».
З 2003 р. поєднував роботу доцента на кафедрі фтизіатрії та пульмонології ЛНМУ ім. Данила Галицького
У 2003 р. - Заслужений працівник освіти України (Указ Президента України від 12.06.2003 р. №527).
З 2004 р. — ректор Львівського медичного інституту, нині ВПНЗ "Львівський медичний університет".
У 2005 р. - доцент кафедри фтизіатрії і пульмонології ЛНМУ ім. Данила Галицького. 

З 2005 р. —  завідувач кафедри патологічної фізіології ЛНМУ ім. Данила Галицького. 

З 2006 р. — професор кафедри патологічної фізіології ЛНМУ ім. Данила Галицького.
У 2007 р. - Академік Академії Наук  Вищої школи України.
У 2010 р. - Академік Української академії наук.

## Наукова діяльність
Наукові інтереси присвячені патологічній фізіології  органів дихання (пневмонія, бронхіальна астма, екзогенний алергічний альвеоліт), серцево-судинної системи (ішемічна хвороба серця — ІХС, гострий інфаркт міокарда),  алергічним захворюванням (екзогенний алергічний альвеоліт, бронхіальна астма), стресу, як загального адаптаційного синдрому, невідкладним станам, коморбідній патології.
Патогенетично обгрунтовано застосування тіотриазоліну і корвітину, L-аргініну, альфа-токоферолу ацетату з метою корекції порушень імунних та метаболічних процесів за умов розвитку захворювань запального, алергічного генезу, стресу, адреналінового пошкодження міокарда.
Написав найбільшу кількість книг в Україні на медичну тематику: автор і співавтор 800 публікацій з яких 81 книга (монографій — 54, навчальних посібників — 15, підручників — 2, довідників — 8, атласів — 1, словників — 1, патентів на корисну модель - 6, інформаційних листів - 1).
Професор Міжнародної кадрової Академії, член спеціалізованої вченої ради ТДМУ ім. І. Я. Горбачевського із захисту кандидатських та докторських дисертацій. Голова експертної ради з медико-біологічних та фармацевтичних наук ДАК МОН України (2016-2017 р.р.), голова Вченої ради Львівського медичного інституту, член Вченої та факультетської ради Львівського національного медичного університету ім. Д. Галицького, "Doctor honoris cause" ТДМУ ім. І.Я. Горбачевського, почесний доктор з екології Інституту агроекології і природокористування національної академії аграрних наук України.
Головний редактор журналів «Актуальні проблеми медицини, фармації та біології», «Вісник вищої медичної освіти» та збірників наукових праць «Актуальні проблеми експериментальної та клінічної медицини», «Вибрані питання пульмонології», член редакційної ради низки журналів «Одеський медичний журнал», «Гепатологія», «Неонатологія, хірургія та перинатальна медицина», «Медична гідрологія та реабілітація», «Експериментальна та клінічна фізіологія та біохімія», «Journal Advanced research biobank and pathophysiology», «Journal of Education, Health and Sport».
Член Асоціації патофізіологів України; з 2005 р. — голова Львівської філії Товариства патофізіологів України.

## Вибрані книги
1.     Регеда М.С., Гайдучок І.Г. Пульмонологія. – Львів, 1998. – 399 с.
2.     М.С. Регеда, І.Р. Трутяк, І.Г. Гайдучок, С.Є. Холін, К.Ю. Назаров, В.П. Крупін, І.О. Коляда, Г.М. Король, М.М. Ванівський, У.Ю. Левкович, І.М. Даниляк. Невідкладні стани у клініці внутрішніх хвороб. Львів, 1999. – 318с.
3.     Регеда М.С. Невідкладна допомога в пульмонології. – Львів: В - во “Сполом”. – 2000. – 161с.
4.     Регеда М.С., Гайдучок І.Г. Пульмонологія. – Львів: В – во “Сполом”. - 2000. – 436с.
5.     М.С. Регеда, І.Г. Гайдучок, М.М. Ванівський, К.Ю. Назаров, А.Б. Федець. Невідкладна допомога при гострих отруєннях. – Львів: В - во “Сполом”. – 2001. – 143с.
6.     М.С. Регеда, В.П. Крупін, І.Г. Гайдучок, К.Ю. Назаров, М.М. Ванівський, А.Б. Федець, І.Р. Трутяк. Невідкладна допомога в кардіології. – Львів: В - во “Сполом”. – 2001. – 201с.
7.     Невідкладні стани: за редакцією доктора медичних наук Регеди М.С./ Регеда М.С., Трутяк І.Р., Гайдучок І.Г., Плєшанов Є.В., Назаров К.Ю., Даниляк І.М., Ванівський М.М., Грицко Р.Ю., та інші; - Львів, 2001. – 587с.
8.     Регеда М.С. Екзогенний алергічний альвеоліт. – Львів: В-во “Сполом”, 2001. – 166с.
9.     Регеда М.С. Невідкладна допомога в пульмонології / Друге вид. доп. і перероб. – Львів: В - во “Сполом”. – 2002. – 212с.
10. М.С. Регеда, В.М. Фрайт, Є.В. Плєшанов, І.Г. Гайдучок, Р.Ю. Грицко, М.М. Ванівський, В.П. Крупін, Г.М.Король. Невідкладна допомога в терапії: Довідник. – Львів: В – во “Сполом”. - 2002. – 372с.
11. Регеда М.С., І.Г. Гайдучок. Короткий довідник з організації роботи наукового працівника. – Львів, 2002. – 43с.
12. Регеда М.С, Невідкладна допомога в алергології, нефрології та гастроентерології. – Львів: В - во “Сполом”. – 2002. – 104с.
13. М.С. Регеда, М.М. Ванівський, І.Г. Гайдучок, В.М. Фрайт, І.В. Поліянц. Невідкладна медична допомога при гострих отруєннях. Довідник. Друге видання, доповнене. – Львів: В - во “Сполом”. – 2002. – 120с.
14. Регеда М.С., Ванівський М.М., Крупін В.П., Гайдучок І.Г. Довідник з тестового контролю знань факультетської терапії. – Львів: В-Во „Сполом”, 2002. – 80с.
15. Крупін В.П., Регеда М.С., Гайдучок І.Г. Навчальний посібник для самостійної роботи студентів з терапії. – Львів, 2002. – 122с.
16. Регеда М.С.Клінічна алергологія. – Львів: В-во “Сполом”. – 2003. – 120с.
17. Регеда М.С. Клінічна алергологія. – Вид. друге, доп. та перероб. – Львів: В - во “Сполом”, 2003. – 155с.
18. Регеда М.С. Клінічна алергологія. – Вид. третє, доп. та перероб. – Львів: В-во “Сполом”, 2003. – 178с.
19. М.С. Регеда, М.М. Ванівський, І.Г. Гайдучок, В.М. Фрайт, І.В. Поліянц, Є.Є. Євстратьєв, У.Б. Яковина, В.П. Крупін. Невідкладна медична допомога при гострих отруєннях. Довідник. Вид. третє, доп та перероб. – Львів: В-во “Сполом”. – 2003. – 142с.
20. Невідкладні стани: навчальний посібник / М.С. Регеда, В.Й. Кресюн, В.М. Фрайт та інші. Вид. друге, доп та перероб. – 2003. – 891с.
21. Регеда М.С. Бронхіальна астма. – Вид. перше. – Львів: В-во “Сполом”, 2004. – 104с.
22. Регеда М.С. Бронхіальна астма. Монографія. – Вид. друге, доп. та перероб. – Львів: В –во “Сполом”, 2004. – 126с.
23. Регеда М.С. Плеврити. Монографія. – Львів: В - во “Сполом”, 2004. – 90с.
24. Регеда М.С. Плеврити. Монографія. Вид. друге доп. та перер. – Львів: В-во "Сполом", 2004. -115с.
25. Невідкладні стани: навчальний посібник / М.С. Регеда, В.Й. Кресюн, В.М. Фрайт та інші.– Третє перевидання. - 2004. – 820с.
26. Регеда М.С. Інфекційні деструкції легень. – Монографія. – Львів: В-во “Сполом”, 2004. – 65с.
27. Регеда М.С., Поліянц І.В. Пневмонія: Монографія. – Львів: В-во“Сполом”, 2004. – 79с.
28. Регеда М.С., Кресюн В.Й., Федорів Я.М. Клінічна алергологія. – Вид. четверте, доп. та перероб. – Львів: В - во “Сполом”, 2004. – 210с.
29. Тлумачний словник поширених медичних термінів. Навчальний посібник / Крупін В.П., Зіменковський А.Б., Регеда М.С., Гайдучок І.Г., Ванівський М.М., Холін С.Є., Крупіна Г.Б., Брейдак Ю.Г. – Львів: Ліга-Прес, 2004. – 414с.
30. Регеда М.С. Бронхоектатична хвороба: Монографія. – Львів: В-во “Сполом”, 2005 – 71с.
31. Регеда М.С. Бронхіти. Монографія. – Львів: В - во “Сполом”, 2005. – 82с.
32. Регеда М.С. Бронхіальна астма. Монографія. - Вид. третє, доп. та перероб. - Львів: В - во "Сполом", 2005.-136 с.
33. Регеда М.С. Пневмонія: Монографія. Вид. друге, доп. та перероб. - Львів: В - во «Сполом», 2005. - 109 с.
34. Регеда М.С. Пневмонія: Монографія. Вид. третє, доп. та перероб. - Львів: В - во «Сполом», 2005. -138с.
35. Регеда М.С., Гайдучок І.Г., Пітула І.В. Пневмосклероз. Монографія. - Львів: В - во "Сполом", 2005. - 65с.
36. Регеда М.С. Запалення - типовий патологічний процес. - Львів: В - во "Сполом", 2005. - 53 с.
37. Регеда М.С., Гайдучок І.Г. Емфізема легень. - Львів: В-во "Сполом", 2005.-58с.
38. Регеда М.С., Даниляк І.М. Хронічні обструктивні захворювання легень. - Монографія. - Львів: В - во "Сполом", 2005.-124с.
39. Регеда М.С, Ванівський М.М. Інфекційні деструкції легень. Вид. друге, доп. та перероб. - Монографія. - Львів: В - во "Сполом", 2005. -93с.
40. Регеда М.С., Фрайт В.М. Легеневе серце. Монографія. – Львів: В-во "Сполом". 2005. - 93с.
41. В.П. Крупін, А.Б. Зіменковський, М.С. Регеда та ін. Основні та додаткові методи обстеження хворих у клініці внутрішніх хвороб. - Вінниця: НОВА КНИГА, 2005. - 256 с.
42. Гуменюк О.М., Регеда М.С. Довідник для абітурієнта, - Львів, 2005.– 69 с.
43. Регеда М.С., Любінець Л.А., Бідюк М.М., Качмарська М.О. Гіпоксія.  - Львів: В - во "Сполом", 2006. - 54 с.
44. Регеда М.С., Бідюк М.М., Угрин О.М., Любінець Л.А. Навчальний посібник з патологічної фізіології. – Львів, 2006. – 126 с.
45. Регеда М.С., Щепанський Ф.Й., Поліянц І.В., Ковалишин О.А. Загальна алергологія.  - Львів: В-во "Сполом", 2006. - 70 с.
46. Павло Берко, Михайло Регеда, Гнат Пітула, Михайло Небелюк. Іван Франко: системність світоглядних засад. - Дрогобич: Вимір, 2006. - 176 с.
47. Атлас з мікробіології. Шикула Х.Ю., Регеда М.С., Гуменюк О.М., Львів, 2006. - 174с.
48.Гайдучок І.Г., Гуменюк О.М., Регеда М.С., Косован Н.Є., Весклярова У.П. Довідник для абітурієнтів. Вид. друге, доп. та перер. – Львів, 2006. – 88 с.
49. Вибрані питання патологічної фізіології. Книга в трьох частинах. Ч.І. Нозологія. За редакцією проф. М.С. Регеди. – Львів: В-во „Сполом ", 2007. - 205 с.
50. Загальна алергологія.  Видання друге, доп. та перероб. / Регеда М.С., Грицко Р.Ю., Любінець Л.А.. Качмарська М.О., Гайдучок І.Г., Пітула Г.В. ¬ Львів: В - во "Сполом", 2007.-С.117
51. Регеда М.С., Грицко Р.Ю., Гайдучок І.Г., Любінець Л.А, Пиндус Т.О. Екзогенний алергічний альвеоліт. Монографія. Видання друге, доп. та перероб. - Львів: В - во "Сполом", 2007.-200 с.
52. Регеда М.С. Хронічні обструктивні захворювання легень. – Монографія. Видання друге, доповнене та перероблене. – Львів: В-во „Сполом”, 2007. – 142с.
53. Регеда М.С. Гнійні хвороби легенів. – Монографія. – Львів: В-во „Сполом”, 2008. – 118с.
54. Вибрані питання патологічної фізіології. Книга в трьох частинах. Ч ІІ. Типові патологічні процеси. За ред. проф. Регеди М.С., Львів, В-во „Сполом”, 2008. – 276с.
55. Невідкладні стани. Підручник. Вид. четверте, доп. та пер. За ред. проф. Регеди М.С., Кресюна В.Й. – Львів: „Магнолія”, 2008. – 844с.
56. Збірник вибраних тестових завдань. Частина І. Загальна патофізіологія „Типові патофізіологічні процеси”. – Довідник. – Львів, 2008. – С 72 (Співавт. Любінець М.А., Качмарська М.О.)
57. Регеда М.С., Трутяк І.Р., Федорів Я.М. Клінічна алергологія. – Вид.п’яте, доп.та перер. – Львів: В-во «Сполом», 2008. – 231 с.
58. Регеда М.С., Федорів Я.М., Трутяк І.Р., Регеда М.М. Бронхіальна астма. Монографія. – Вид.четверте, доп.та перер. – Львів: В-во «Сполом», 2009. – 172 с.
59. Розвиток патофізіології в Україні. // За ред. академіка НАН України О.О.Мойбенка. – Монографія. – Чернівці, 2009. – 306 с.
60. Патологічна фізіологія. Книга в трьох частинах. ЧІ. Нозологія / За ред. проф. М.С.Регеди. – Львів, 2009. – С 290
61. Сергієнко О.О., Регеда М.С., Плешанов Є.В. Артеріальні гіпертензії. Клінічна фармакологія та фармакотерапія.–Львів, 2009. – С 188
62. Регеда М.С. Алергічні захворювання легенів. Монографія. – Львів, 2009. – С 343
63. Федорів Я.М., Регеда М.С., Томашова С.А., Мисула І.Р., Дзюбановський І.Я., Гнатюк М.С. Коментарі до написання, оформлення і захисту дисертаційної роботи на здобуття наукового ступеня доктора (кандидата) наук та присвоєння вченого звання старшого наукового співробітника. – Львів, 2009. – С 162
64. Регеда М.С. Запальні захворювання легенів та бронхів. Монографія. – Львів, 2009. – 206 с.
65. Посібник з професійних хвороб / за заг.редакцією О.О.Абрагамовича, М.С.Регеди. – Львів, 2010. – 186 с.
66. Патологічна фізіологія / за ред. проф.М.С.Регеди, проф.А.І.Березнякової. – Львів, 2011. – 490 с.
67. Федорів Я.-Р.М., Регеда М.С., Гайдучок І.Г., Філіп’юк А.Л., Грицко Р.Ю., Регеда М.М. Хвороби органів дихання: Навчальний посібник – Львів: «Магнолія», 2011. – 480 с.
68. Федорів Я.-Р.М., Регеда М.С., Гайдучок І.Г., Філіп’юк А.Л., Грицко Р.Ю., Регеда М.М. Фізіотерапія: Навчальний посібник – Львів: «Магнолія», 2011. – 542 с.
69. Регеда М.С., Нестерук С.І., Регеда М.М. Пневмонія: Монографія. Вид. четверте, доп. та перероб. – Львів, 2012.- С 141.
70. Регеда М.С., Регеда М.М., Челпанова І.В., Мироненко С.І. Пневмонія: Монографія. Вид. п’яте, доп. та перероб. – Львів, 2012.- С 155.
71. Регеда М.С., Регеда М.М., Фурдичко Л.О. Пневмонія: Монографія. Вид. шосте, доп. та перероб. – Львів, 2012.- С 162.
72. Регеда М.С., Регеда М.М., Фурдичко Л.О., Колішецька М.А., Мироненко С.І. Бронхіальна астма. Монографія. – Вид. п’яте, доп. та перер. – Львів, 2012. - C 147.
73. проф.Регеда М. С., проф.Федорів Я.-Р. М., доц.Гайдучок І Г., проф.Фрайт В. М., к.м.н. Філіпюк А. Л., Федорів О. Я., Регеда М.М. та ін. Діагностика та невідкладна медична допомога в клініці внутрішньої медицини / За редакцією проф. М.С.Регеди і проф. Я.-Р. М. Федоріва. - Львів, 2013. - 237 с.
74. Регеда М.С. Плеврити. Монографія. Вид. третє, доп. та перер. – Львів: 2013. – c 129.
75. Регеда М.С., Бойчук Т.М., Бондаренко Ю.І., Регеда М.М. Запалення – типовий патологічний процес. Вид.друге, доп. та перер. –Львів, 2013. - 149 с.
76. Плєшанов Є.В., Регеда М.С., Кіхтяк О.П. Ішемічна хвороба серця. Клінічна фармакологія та фармакотерапія. Монографія. Львів. Атлас. 2014. С 280.
77. Регеда М.С., Регеда-Фурдичко М.М., Регеда С.М., Фурдичко Л.О. Пневмонія: Монографія. Вид. сьоме, доп. та перероб. –Львів, 2021.- С 231.
78. Регеда М.С., Регеда-Фурдичко М.М., Регеда С.М., Фурдичко Л.О. Запалення: механізми пошкодження та захисту. -Львів. 2021. - 177 с.
79. Дзісь Б.Р., Гайдучок І.Г., Гуменюк О.М., Регеда М.С. Парентеральне харчування у лікуванні хворих після резекції стравоходу і проксимальної резекції шлунка. Монографія. Львів: Раст-7-2022-198 с.
80. Регеда М.С., Регеда-Фурдичко-М.М., Регеда С.М. Фурдичко Л.О. Плеврити. Монографія. 4-те вид. доп. та пер. Львів: 2022. –С 136. : рис., табл. Бібліогр.: с. 131-135 (79 назв).
81. Регеда М.С., Регеда-Фурдичко М.М., Гайдучок І.Г., Фурдичко Л.О., Регеда С.М., Пиндус В.Б., Семенців Н.Г. Екзогенний алергічний альвеоліт. Монографія. Видання третє, доп. та пер. –Львів, 2022.–238 c.

## Патофізіологічна наукова школа
Створив патофізіологічну наукову школу, підготував 28 докторів та кандидатів медичних наук (Поліянц І., Щепанський Ф., Ковалишин О., Семенців Н., Колішецька М., Добрянський С., Пастернак Ю., Огоновський Р., Бородач В., Матолінець Т., Нестерук С., Байда М., Погорецька Я., Пасічник М., Ференц Н., Пиндус В., Кравець Б., Ковальська М., Мелех Б., Колішецька М., Чугай О., Щепанський Б., Городецький О., Небелюк Н., Вервега Б., Лис О., Галій-Луцька В., Сольвар З.).
На сьогодні учні професора М. Регеди працюють деканами факультетів, завідувачами кафедр провідних медичних університетів України та закордоном у науково-дослідних установах.

## Почесні звання
2003 р. - Заслужений працівник освіти України.
2014 р. - Doctor Honotis Causa Тернопільського державного медичного університету ім. І.Я. Горбачевського
2016 р. - Почесний доктор з екології інституту агроекології і природокористування НААН України.
2020 р. - Почесний професор НДІ медицини транспорту МОЗ України.
2020 р. - Почесний професор міжнародного Одеського медичного університету.
2023 р. - Почесний професор Івано-Франківського національного медичного університету.
2024 р -  Почесний професор Міжнародної академії екології та медицини.
2024 р. - Почесний професор Буковинського державного медичного університету.

## Лауреат численних премій України
- Лауреат Премії ім. Ярослава Мудрого в галузі науки та техніки України АНВШУ (2007);
- Лауреат Премії ім. Ф.Г. Яновського НАН України (2010);
- Лауреат Премії ім. Святого Володимира в галузі науки та техніки України АНВШУ (2010);
- Лауреат Премії Української АН (2010);
- Лауреат Нагороди "Флагмани освіти і науки України" МОН України та НАПНУ (2010);
- Лауреат Премії ім. М.Д. Стражеско НАН України (2012);
- Лауреат Нагороди "Видатні науково-практичні досягнення в освіті". Національний виставковий конкурс (2015).

## Нагороди
Нагороджений 60 дипломами та почесними грамотами, нагрудними знаками, медалями, орденами.

Серед них найважливіші:
- Заслужений працівник освіти України,
- лауреат премії імені М. Д. Стражеска Національної академії наук України,
- лауреат премії ім. Ф. Г. Яновського Національної академії наук України,
- лауреат премії Української академії наук,
- лауреат нагороди Святого Володимира в галузі науки і техніки України АНВШУ,
- лауреат нагороди Ярослава Мудрого в галузі науки і техніки України АНВШУ,
- лауреат загальнонаціонального конкурсу «Флагмани освіти і науки України» Міністерства освіти і науки України та Академії наук Вищої школи України,
- лауреат національного виставкового конкурсу «Видатні науково-практичні досягнення в освіті»
- кавалер ордена «За розбудову освіти» АНЗУПФВ,
- нагрудний знак «Петро Могила» Міністерства освіти і науки України,
- нагрудний знак «За наукові досягнення» Міністерства освіти і науки України,
- почесна відзнака «За духовне відродження нації» Асоціації навчальних закладів України приватної форми власності,
- пам'ятна медаль на честь засновників патофізіології О. О. Богомольця і В. В. Підвисоцького президії УНТП,
- почесний професор ТДМУ ім. І. Я. Горбачевського,
- почесний професор Українського НДІ медицини транспорту МОЗУ,
- почесний доктор з екології Інституту агроекології і природокористування НААН України,
- почесний професор Одеського міжнародного медичного університету,
- почесна грамота ЛОДА (2003 р., 2004 р.),
- подяка від міського голови м. Львова (2010 р.),
- подяка ЛОДА (2020 р.),
- нагрудний знак «Відмінник освіти» України (2022 р.).
- почесний професор Івано-Франківського національного медичного університету (2023 р.).
- почесний професор Міжнародної академії екології та медицини (2024 р.).
- почесний професор Буковинського державного медичного університету (2024 р.).